# ذیل روتلین
ذیل روتلین (انگلیسی: Rothelin Continuation)، ذیل هیستوریا ویلیام صوری به فرانسوی قدیم است که به جنگ‌های صلیبی و دولت‌ّای صلیبی در میان سال ۱۲۲۹ تا ۱۲۶۱ میلادی پرداخته‌است. این اثر یکی از مهم‌ترین منبع برای جنگ صلیبی بارونی، جنگ صلیبی هفتم و حمله مغول به فلسطین در سال ۱۲۶۰ میلادی است.
این ذیل بر وقایع‌نامه ویلیام صوری به نام Abbe Rothelin صاحب نسخه اصلی‌اش در قرن ۱۸ روتلین نام گرفته‌است. ذیل روتلین حاوی وقایع سال‌های ۱۲۲۹ تا ۱۲۶۱ میلادی در ۱۲ نسخه خطی باقی مانده‌است که اصل همه به شمال فرانسه یا نزدیکی سوآسون می‌رسد. این وقایع‌نامه با رویدادهای سال ۱۲۲۹، و با وصفی از شهر اورشلیم آغاز می‌شود و با استناد به منابع مختلف، شرایط و وضعیت آن شهر را از زمان تسخیرش به دست صلاح‌الدین ایوبی در سال ۱۱۸۷ به بعد شرح می‌دهد. ذیل روتلین بعد از یک مجموعه فصل‌هایی دربارهٔ تاریخ خاندان ایوبی؛ حشاشین و خیانت‌های امپراتور فریدریش دوم، به لشکرکشی کنت شامپانی تیبالد در سال ۱۲۳۹ می‌پردازد و رویارویی‌های نظامی وی را از هنگام عزیمتش از مارسی تا شکست وی در نزدیکی غزه در سال ۱۲۴۰ به‌طور پی‌درپی دنبال می‌کند. سپس به وقایع تا سال ۱۲۴۹ ادامه می‌دهد و لشکرکشی لوئی نهم را شرح می‌دهد و حوادث را تا قبل از پایان سال ۱۲۶۱ و اخراج زائران مسیحی از اورشلیم پیش می‌برد. از سویی دیگر، این ذیل گاهی از موضوع اصلی دور شده و به داستان‌های کوتاهی در مورد اسکندر و … می‌پردازد. از آن جایی که ذیل روتلین در غرب تألیف شده، عمدتاً دیدگاه‌های اروپاییان را انعکاس می‌دهد.